# Antonie Waldorp

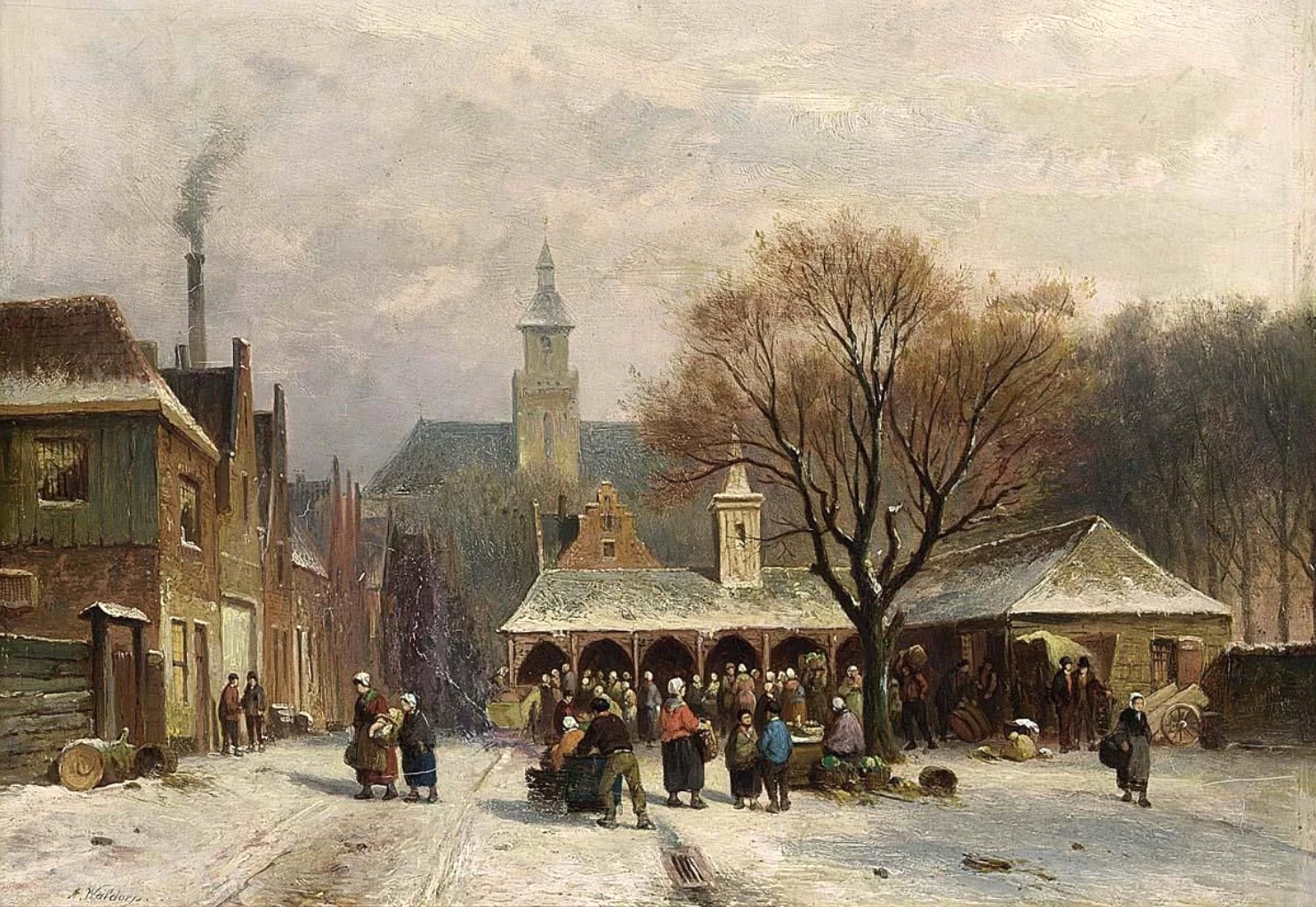
Dorfbewohner auf einem Stadtplatz im Winter

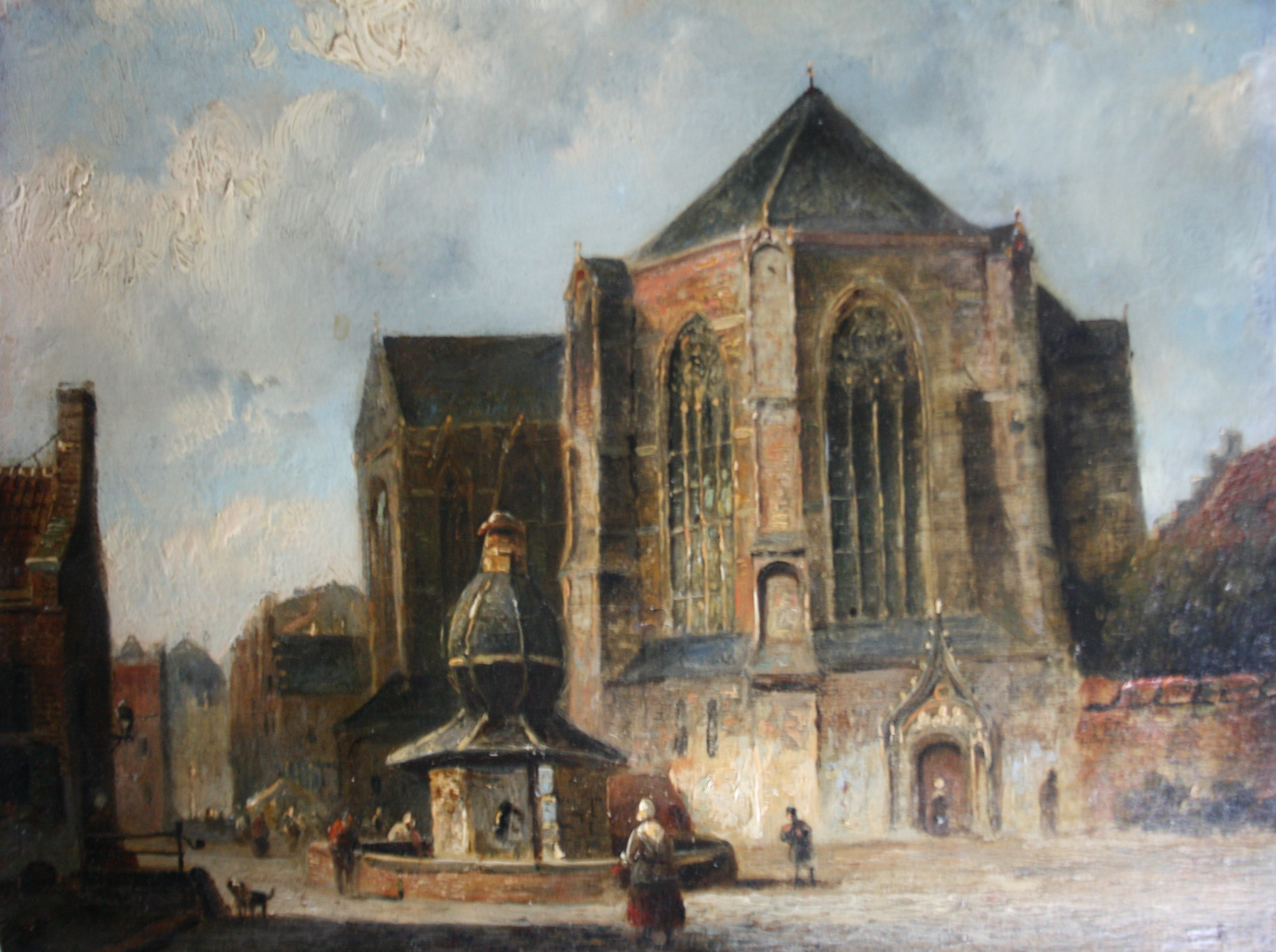
Stadtbild

Antonie Waldorp (* 22. März 1803 in Huis ten Bosch bei Den Haag; † 12. Oktober 1866 in Amsterdam)  war ein niederländischer Bühnenbildner, Genre-, Porträt- und Landschaftsmaler, sowie Lithograf.

## Leben
Waldorp war Schüler von Joannes Henricus Albertus Antonius Breckenheijmer (1772–1856), studierte auch an der Koninklijke Academie van Beeldende Kunsten in Den Haag. 1833 besuchte er zusammen mit Wijnandus Johannes Josephus Nuijen  (1813–1839) Frankreich, Deutschland und Belgien.
Er wurde zuerst als Bühnenbildner tätig. Später widmete er sich der Genre- und Porträtmalerei, dann malte er hauptsächlich Landschaften und Stadtansichten, manchmal mit Gestalten in den Kostümen des 17. Jahrhunderts. Er wohnte bis 1857 in Den Haag und gilt als einer der Vorreiter der Haager Schule, später ließ er sich in Amsterdam nieder.
Er war Mitglied verschiedener Gesellschaften, darunter 1836 der Koninklijke Akademie van Beeldende Kunsten in Amsterdam. Von 1845 bis 1851 war er Mitglied der Königlich Niederländischen Akademie der Wissenschaften (damals Koninklijk Instituut).
Zu seinen Schülern gehörten Cornelis Petrus ’t Hoen (1814–1880), Jan Cornelis Hofman (1819–1882), Charles Rochussen (1814–1894) und Jan Weissenbruch.

## Auszeichnungen
Er wurde mehrmals ausgezeichnet:
- Ritter des Leopoldordens (Belgien, 1845),
- Ritter des Ordens des niederländischen Löwen (Niederlande, 1847),
- Ritter des Ordens der Eichenkrone (Luxemburg, 1849).

## Werke (Auswahl)
- Blick auf den See bei Haarlem (Öl auf Leinwand, um 1835/49, Luxemburg, Villa Vauban, Sammlung Jean-Pierre Pescatore, Inv.-Nr. 371)[2]
- Blick auf Haarlem (Öl auf Holz, 1840/50, Luxemburg, Villa Vauban, Sammlung Leo Lippmann, Inv.-Nr. 370)[3]